# Flandernbunker Mahnmal Kilian
Der Flandernbunker Mahnmal Kilian ist ein ehemaliger Marinehochbunker am Militärhafen Kiel-Wik. Seinen Namen erhielt er 1943 zur Stärkung des Heldenmythos um die Flandernschlachten im NS-Staat. In unmittelbarer Nachbarschaft war der Flandernsplatzes mit dem Flanderndenkmal, das 1927 für die Gefallenen des Marinekorps Flandern im Ersten Weltkrieg am Tirpitzhafen errichtet worden war.

## Bau und Nutzung im Krieg und danach

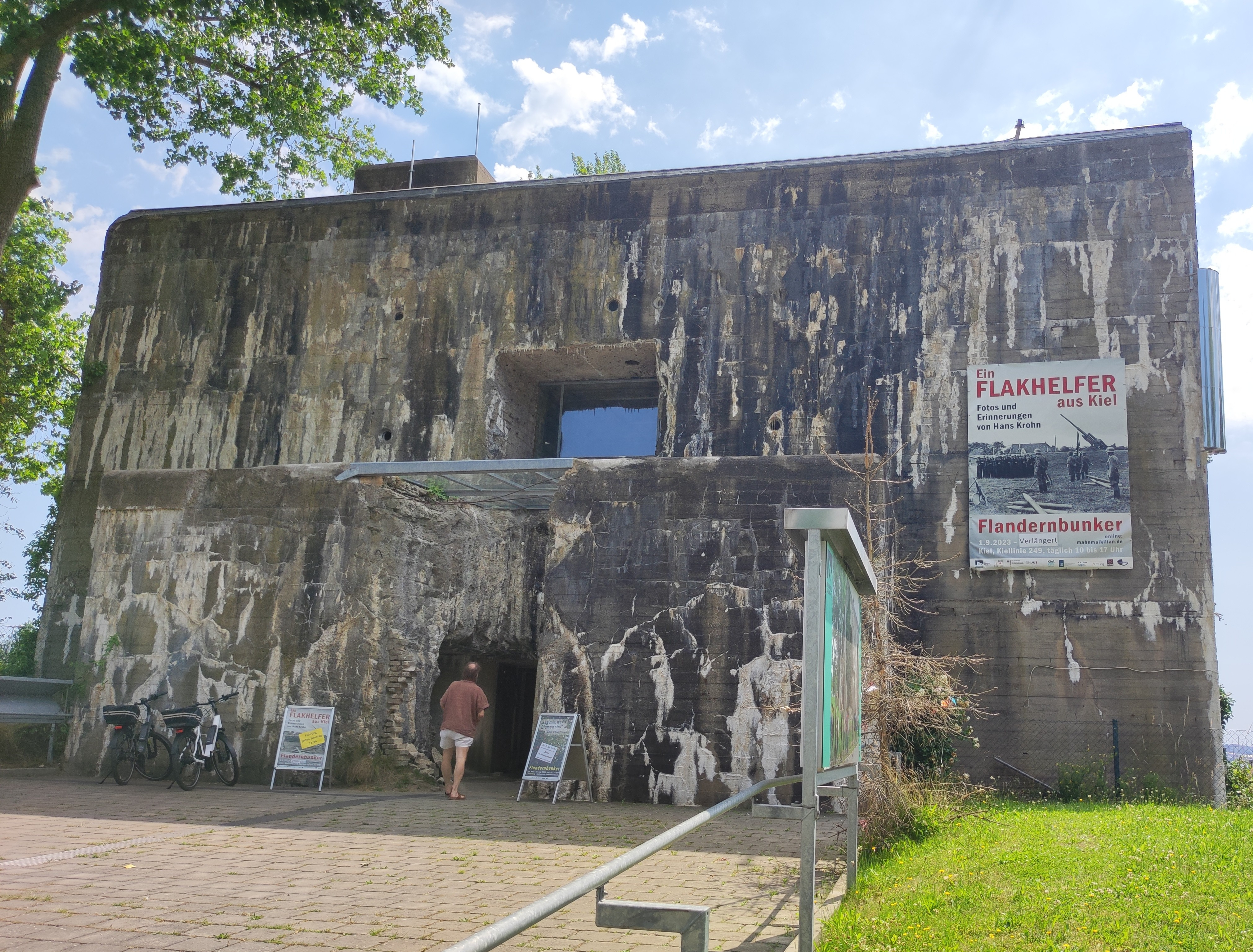
Flandernbunker, Juli 2025

Der Bunker wurde 1943 bis Juni 1944 unter Einsatz von Zwangsarbeitern gebaut. Er hat drei Geschosse auf einer Grundfläche von 550 Quadratmetern. Wandstärke 2,5 m. Decke 4 m. Im Zweiten Weltkrieg war der Bunker Schutzraum für bis zu 750  Soldaten  der 5. U-Boot-Flotte, diente als Funkzentrale und Kommandantur für Kiel, den Nord-Ostsee-Kanal und den gesamten Ostseeraum. Eingeschränkt war er auch für zivile Schutzsuchende freigegeben. Der Bunker war auch Organisationsort 1945 für die Flucht über die Ostsee und Zuweisung der Schiffe und Konvois in die Häfen der westlichen Ostsee. 1946 wurde er von den Alliierten teilweise gesprengt. Nach dem Krieg diente der Stahlbetonbau für Lebensmittel- und Warenlager. Er wurde 1950 durch eingesprengte Öffnungen militärisch unbrauchbar gemacht und war als Ruine dem Verfall preisgegeben. 1995 gründete sich ein Verein zur Rettung des Bunkers über Kunstprojekte und bekämpfte die Abrisspläne der Hafenwirtschaft. Nachdem der Verein Mahnmal Kilian unter Leitung des Historikers und Bildungsvermittlers Jens Rönnau den Bunker zum Zweck der Geschichtsvermittlung und Friedensförderung geworben hatte, wurde er 2004 unter Denkmalschutz gestellt. Das Denkmal wurde behutsam saniert und eine barrierefreie Zugänglichkeit der Räume ermöglicht.

## Mahnmal und Erinnerungs- und Begegnungsstätte

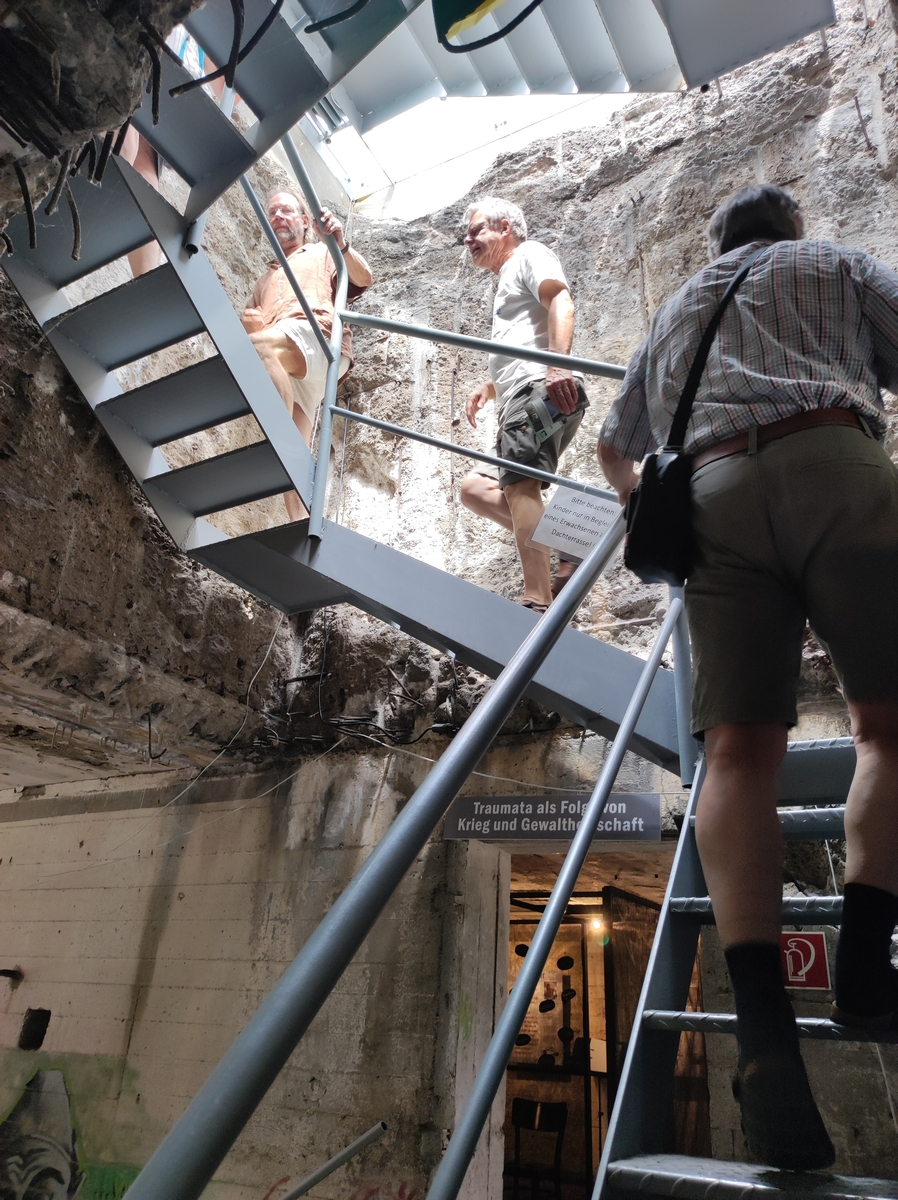
Aufstieg zur Dachaussicht

Er dient heute als Informations- und Begegnungsstätte für anschauliche Geschichtsvermittlung. In Ausstellungen werden die historischen Zusammenhänge mit Fotos, Texten und Videos erläutert: der Flandernbunker und die Verbindung zwischen Kiel und der Marine, die Einrichtung des kaiserlichen Reichskriegshafen 1871 bis zur Gewaltherrschaft des NS-Regimes und dem Zweiten Weltkrieg in Kiel. Interview-Ausschnitte von Kriegszeugen und Opfern des NS-Regimes bringen die damalige Realität nahe. Im 2. Stock finden sich aktuelle Ausstellungen zur Geschichte und Kunst. Über eine Eisentreppe erreicht man das Dach des Bunkers mit Kieler Förde-Rundblick – vom Militärhafen bis zum Mahnmal in Laboe.